# О’Стин, Ширил
Ширил О’Стин (англ. Shyril O'Steen; род. 5 октября 1960, Сиэтл, Вашингтон) — американская гребчиха, выступавшая за сборную США по академической гребле в первой половине 1980-х годов. Чемпионка летних Олимпийских игр в Лос-Анджелесе, серебряная и бронзовая призёрка чемпионатов мира, победительница многих регат национального и международного значения. Также известна как биолог и онколог.

## Биография
Ширил О’Стин родилась 5 октября 1960 года в Сиэтле, штат Вашингтон.
Занималась академической греблей во время учёбы в Вашингтонском университете. Состояла в университетской гребной команде, неоднократно принимала участие в различных студенческих регатах. Проходила подготовку на озере Вашингтон недалеко от Сиэтла.
Первого серьёзного успеха на взрослом международном уровне добилась в сезоне 1981 года, когда вошла в основной состав американской национальной сборной и побывала на чемпионате мира в Мюнхене, откуда привезла награду бронзового достоинства, выигранную в зачёте распашных рулевых четвёрок — в финале пропустила вперёд только экипажи из Советского Союза и Восточной Германии.
В 1982 году на мировом первенстве в Люцерне стала серебряной призёркой в восьмёрках, уступив команде СССР.
На чемпионате мира 1983 года в Дуйсбурге вновь выиграла серебряную медаль в программе восьмёрок, здесь снова проиграла советским спортсменкам.
Благодаря череде удачных выступлений удостоилась права защищать честь страны на домашних Олимпийских играх 1984 года в Лос-Анджелесе — в составе экипажа, куда также вошли гребчихи Бетси Бирд, Кристен Торснесс, Кэрол Бауэр, Кэри Грейвз, Джинн Флэнаган, Холли Меткалф, Кэти Килер и Кристин Норелиус, обошла всех своих соперниц в восьмёрках, в том числе почти на секунду превзошла ближайших преследовательниц из Румынии, и тем самым завоевала золотую олимпийскую медаль. Вскоре по окончании этой Олимпиады приняла решение завершить спортивную карьеру.
Впоследствии продолжила обучение в Чикагском университете, получив степень доктора философии в области эволюционной биологии и экологии. В качестве профессора преподавала и проводила исследования в Бэйтс-колледже и Сиэтлском университете, автор ряда научных работ на тему эволюции, поведения животных и общей биологии. Испытывала серьёзные проблемы со здоровьем, когда ей диагностировали лимфому, однако боролась с этим заболеванием и сумела добиться регресса. С 2014 года работает научным сотрудником в Онкологическом центре Фреда Хатчинсона.